# Белый цвет
Бе́лый цвет — цвет со спектром электромагнитного излучения равномерной мощности по всем длинам волн в видимой части. Является так называемым ахроматическим цветом, вместе с чёрным и оттенками серого. Ощущение белого цвета возникает от излучений с различными спектрами и при различных факторах.
- Согласно явлению метамерии, ощущение белого цвета может быть вызвано от излучений с различным спектром, дающим одинаковый отклик на колбочках сетчатки глаза.
- Из-за свойства адаптивности цветового восприятия, цвет с различным, в довольно больших пределах, спектром также будет казаться белым или не белым после адаптации зрения к условиям.Белый цвет

Белый цвет

## Эталоны белого цвета

### Белые пигменты
Белыми называют пигменты, в максимальной степени отражающие свет всех видимых длин волн в электромагнитном спектре источника света. Важно, чтобы отражение было диффузным, а не зеркальным.
- Цинковые белила
- Свинцовые белила
- Баритовые белила
- Титановые белила
- Литопон (сульфид цинка)
- Мел
- Известь
- Каолин
- Алебастр
- Мрамор

### Белый свет
Человеческий глаз имеет естественную способность адаптации к различным условиям освещения. При научном описании этих условий используется понятие цветовой температуры. В различных цветовых стандартах в качестве белого используются различные эталоны. Наиболее распространены стандартные иллюминанты D65 (цветовая температура 6500K), и D55 (5500K), которые близки к излучению солнечного спектра.

#### Получение белого цвета с помощью разных источников
Аддитивный синтез цвета, в связи с особенностью устройства человеческого зрения, позволяет получать белый цвет смешением красного, зелёного и синего спектральных цветов, что применяется, например, в кинескопах.
Для случая субтрактивного синтеза цвета, белый является начальным цветом, «фоном». Например, цветом бумаги при печати на принтере.
Добавлять голубого, пурпурного или жёлтого дополнительных цветов не требуется. Человек видит поверхность белой, если она полностью отражает (то есть поглощает и тут же испускает с той же интенсивностью) падающий на неё поток света, состоящего равномерно из излучения всех длин волн видимого спектра. Если тело частично поглощает видимый свет всех длин волн (излучает с меньшей интенсивностью, чем у падающего излучения), поверхность такого тела вызовет ощущение серого цвета.
Белый цвет имеет наивысшую яркость, оттенок — 0.
Белый цвет, полностью аналогичный по спектру солнечному цвету, невозможно получить, смешивая различные другие основные цвета и оттенки.

#### Баланс белого цвета

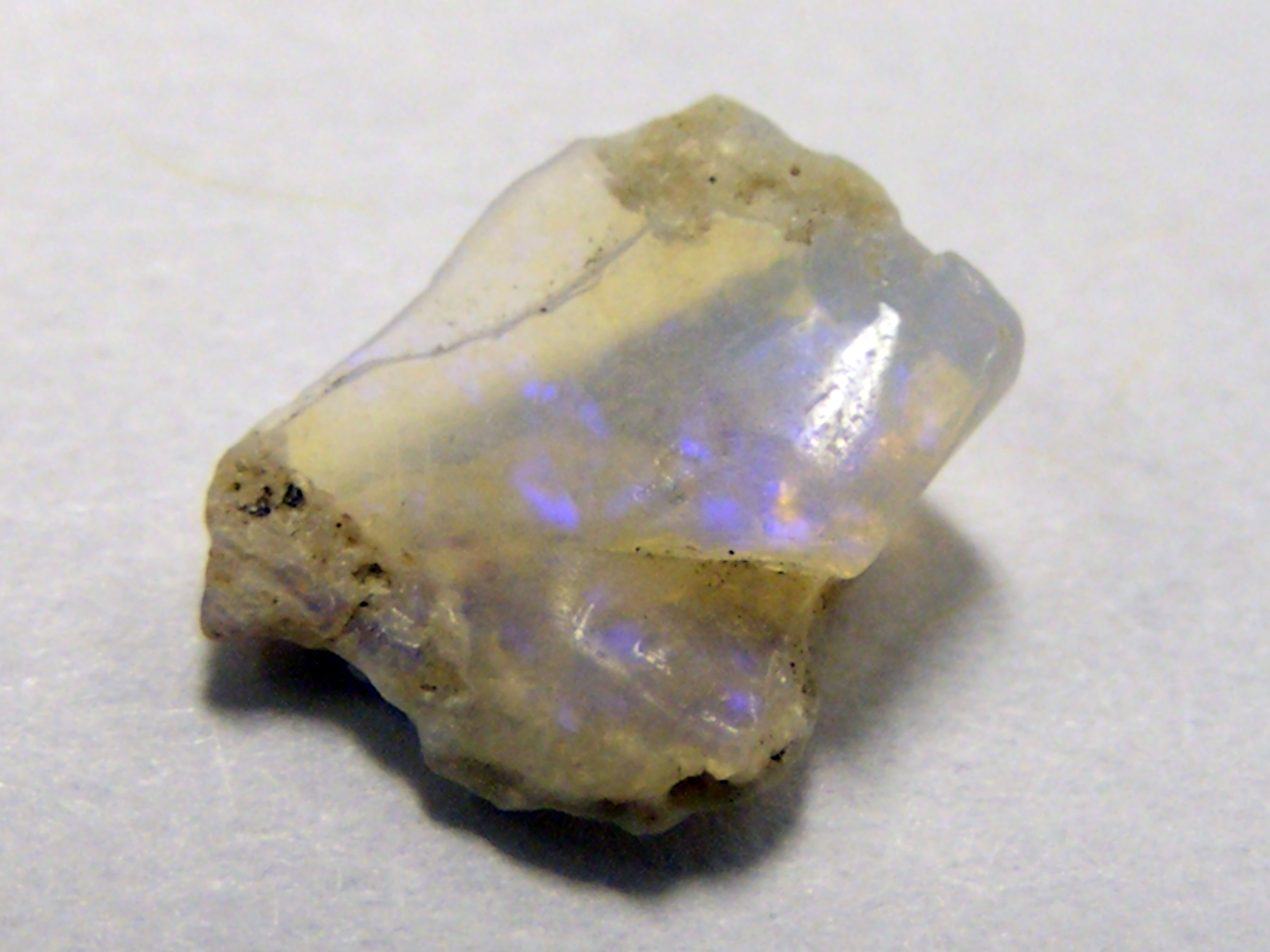
Опал

## Оттенки белого
- Алебастровый — желтовато-белый с матовым оттенком
- Амиантовый — белёсый, грязновато-белый. Название произошло от разновидности асбеста — амианта
- «Борода Абдель-Кадера», или «борода Абдель-Керима»— материал цвета белого с чёрным оттенком и серым отливом. Абд аль-Кадир — алжирский полководец, оратор и поэт (1807—1883), в 1832—1847 гг. возглавлял восстание арабов против французских колонизаторов
- Беж — тёмный оттенок белого с кремовым или сероватым отливом
- Белёсый — беловатый, тускло-белый
- Белоснежный — ярко-белый, цвет снега
- Жемчужный — цвета жемчуга
- Космический латте — бежевый оттенок белого
- Кремовый — насыщенный жёлто-бежевый оттенок белого
- Маренго — серый с вкраплениями чёрного. Название появилось после битвы при Маренго между Австрией и Францией в 1800 году. По одним сведениям, именно такого цвета были брюки Наполеона, по другим — ткани местного производства ручной работы. Маренго-клер — светло-серый
- Молочный — неярко-, мутно-белый, цвета молока
- Наваринского пламени с дымом (или дыма с пламенем) — тёмный оттенок серого, модный цвет сукна, который появился после победы русских над турками в Наваринской бухте в 1827-м году. Упоминается в «Мёртвых душах» Н. В. Гоголя. Есть версия, что этот цвет был всё же красного оттенка, потому что само упоминание «пламени» свидетельствует в пользу красного[1]
- Облакотный — цвета облака
- Опаловый — молочно-белый, матово-белый с желтизной или голубизной
- Платиновый — дымчато-белый, цвет металла платины
- Серый — примесь чёрного, тёмного к белому. Оттенки серого различны

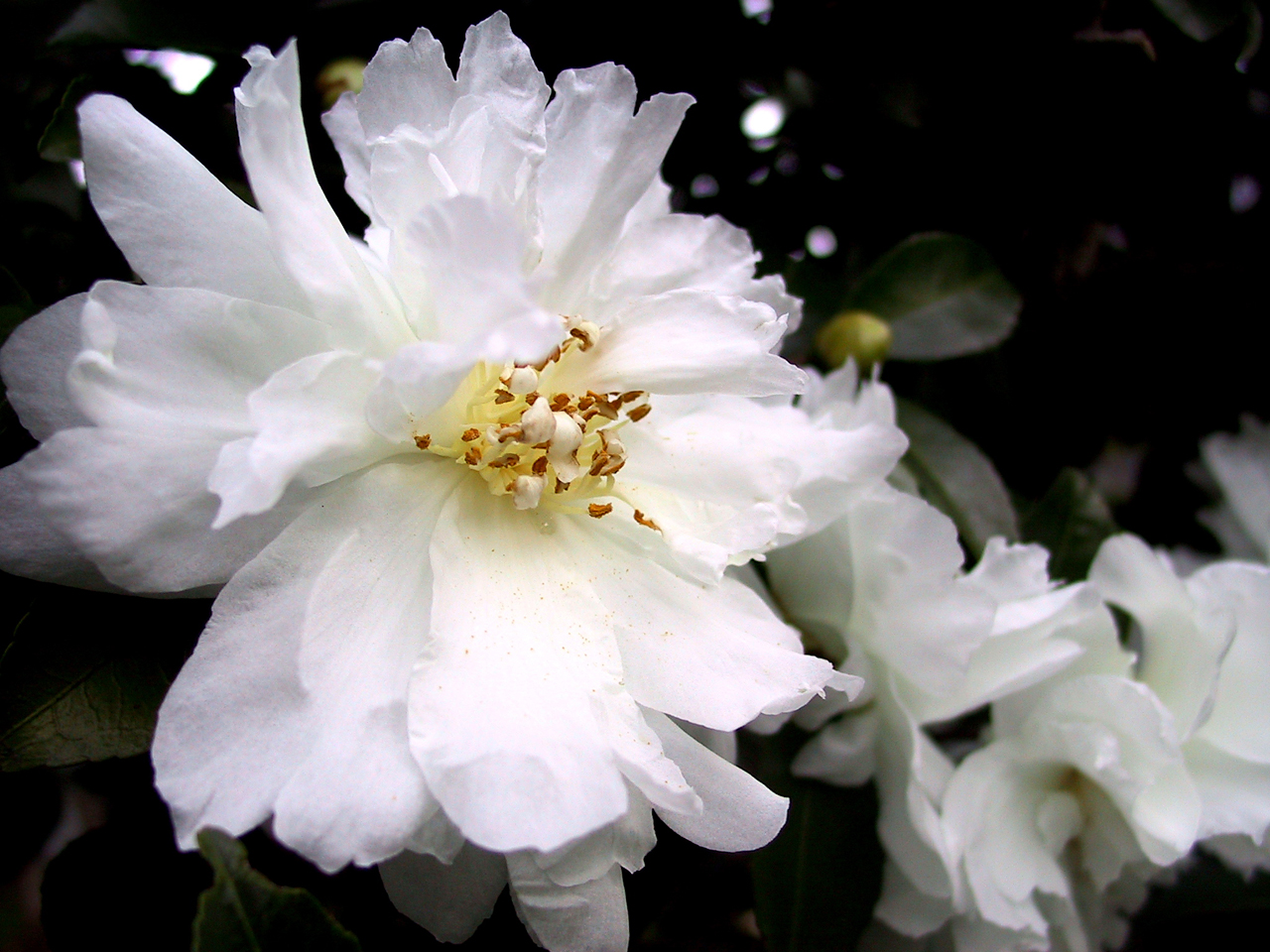
Белые цветы камелии

- Слоновой кости — желтовато-белый

## Психология восприятия белого цвета
Белый цвет обладает особенностью зрительно увеличивать пространство. С ним, как правило, связаны положительные ассоциации: белый голубь символизирует мир, белый флаг — перемирие, спасителем обычно бывает рыцарь на белом коне и т. п. Древние греки считали, что если спать в белой одежде, то сны будут приятными и т. д. В русском менталитете с белым цветом, как и с чёрным, немало разных поверий. Так, «белая баба» являлась предвестницей несчастья. Предвещать несчастья в поверьях русских крестьян мог и мужчина в белом. Он появлялся в лесу, был высокого роста, одет в белое, с лентой через плечо. А вот белый дедушка, наоборот, делал, по мысли русского народа в старину, только добро и помогал. Белун в русских поверьях — добрый домовой. По сообщению В. Даля, белун — белобородый дядька, в белом саване и с белым посохом — является с просьбой утереть ему нос и за это сыплет носом деньги. Согласно опросам, проведённым в Европе и США, белый цвет чаще всего ассоциируется с совершенством, добром, честностью, чистотой, началом, новизной, нейтральностью и точностью.

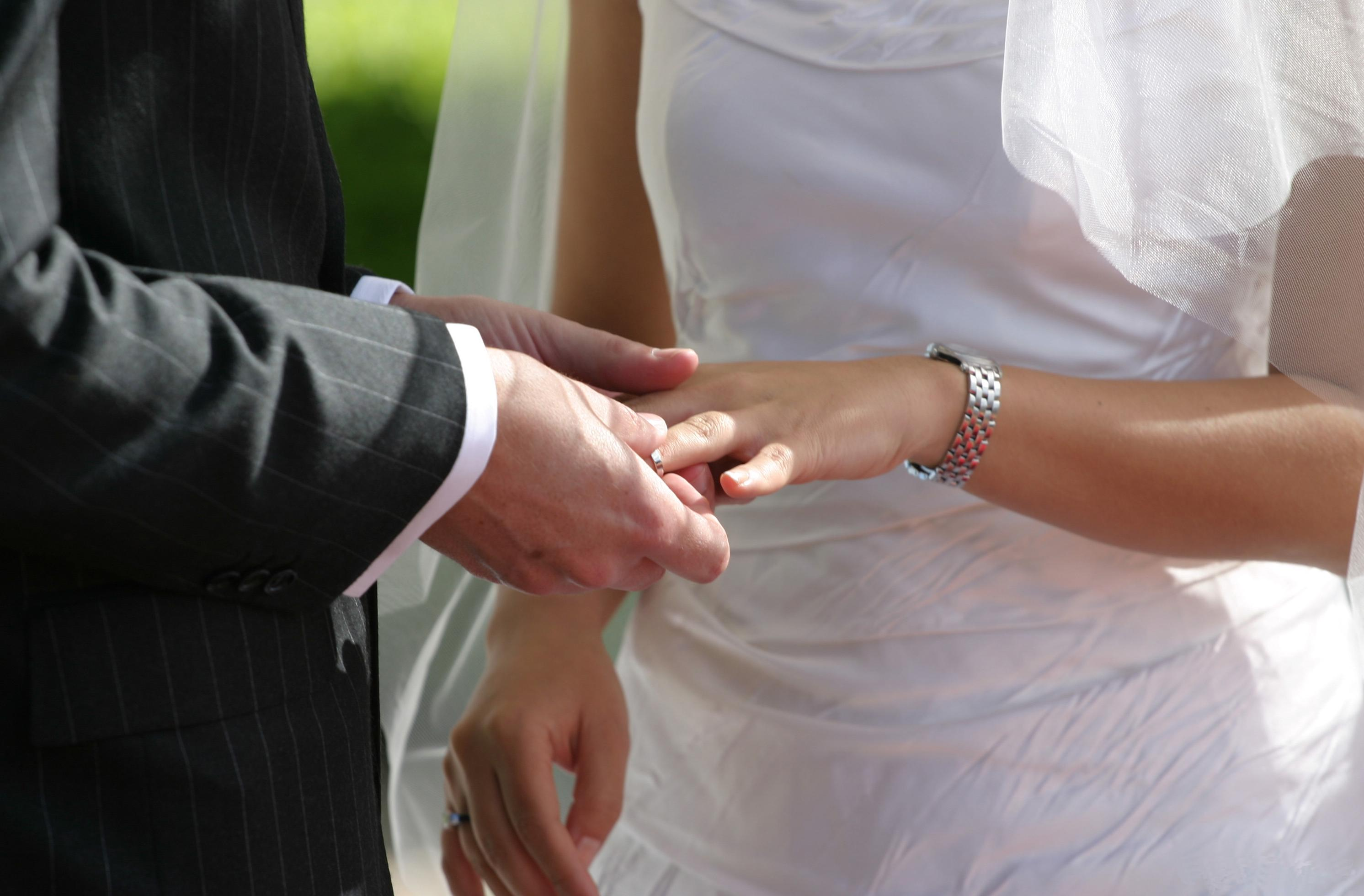
Белое платье невесты

### Исторические и этнографические данные, связанные с белым цветом, крылатые выражения
- Белый в императорской России был в числе основных государственных цветов. Как, впрочем, и сейчас. Это один из цветов государственного флага наряду с синим и красным

«…Из следующих поговорок видно то уважение народа к белому цвету: „Русский белый царь“, „Белая земля — земля церковная“, „На белой Руси не без добрых людей“, „Без правды жить, бела света бежать“ и проч. Если к этому присоединить белый цвет снежного савана, в который вся Россия облекается в течение более полугода, то на основании и этих признаков будет ясно, что для эмблематического выражения наружного вида России необходимо употребить цвета: белый, синий и красный…», — было определено в заключении Особого совещания для обсуждения вопроса о российском национальном флаге под председательством К. Н. Посьета в 1896 году
- В культуре некоторых стран Азии и Средиземноморья белый — цвет траура[7], в культуре большинства стран Запада — символ чистоты
- В Древнем Египте белый цвет был связан с богиней Исидой. Священники и жрицы Исиды одевались только в белое льняное полотно, и использовали его для обертывания мумий[8]
- В Греции и других древних цивилизациях белый цвет часто ассоциировался с материнским молоком. В греческой мифологии главный бог Зевс питался у груди нимфы Амалфеи. В Талмуде молоко было одним из четырёх священных веществ, наряду с вином, медом и розой[9]
- В Древнем Риме жрицы богини Весты одевались в белые льняные одеяния, белую паллу или шаль и белую вуаль. Они защищали священный огонь и пенаты Рима. Белый символизировал их чистоту, верность и целомудрие[8]
- В исламе существует представление о превосходстве всего белого и светлого[10]
- Белый месяц — новогодний праздник монголоязычных народов
- Белый Старец — божество долголетия и плодовитости в монгольском буддизме
- Белое духовенство в православии — немонашествующее духовенство
- Белый — традиционный цвет свадебного платья в европейских странах и в Японии. Белое платье считалось символом чистоты и невинности
- Белый город — Часть древней Москвы от Москвы-реки, охватывает Китай-город, Кремль и снова до реки Москвы. «Царь-город» по-другому
- Белый флаг — международный символ капитуляции или перемирия
- Белый танец — танец, на котором дамы приглашают кавалеров
- Белый человек — так часто называют представителя европеоидной расы представители других рас
- Белый билет — жаргонное название справки, дающей освобождение от призыва в армию[11]
- Белая ворона — очень редкое явление природы (см. Альбинизм). В русском народе так говорят о редком, необычном по своим качествам человеке, резко выделяющимся из среды других людей
- Белая горячка — состояние возникающее в период прерывания запоя или уменьшения дозы принимаемого алкоголя после длительного его употребления. Сопровождается повышением температуры тела, ознобом и появлением галлюцинаций
- Белая изба — летняя часть крестьянской избы. Была холодной и чистой, без печи, поэтому туда переселялись летом
- Белая казна — хранившиеся в покоях (комнатах) царицы запасы полотен и льняных изделий для царского обихода. Как в крестьянском быту льняное дело находилось в женских руках, так и в царских хоромах подобный запас хранился только у царицы
- Белая печь — русская печь с трубой. От неё, в отличие от курной печи, нет дыма в избе, копоти, поэтому и такое название
- Белая Русь — словосочетание, от которого происходит название страны Беларусь
- Карт-бланш (в буквальном переводе с фр. — «белая карта») — чистый бланк, подписанный доверителем, предоставляющий доверенному лицу неограниченные полномочия, полную свободу действий
- Белая одежда по народным поверьям защищает от дурного глаза, порчи
- Белый слон — это выражение пришло к нам из древнего Сиама. Чтобы избавиться от неугодного придворного, король Сиама дарил ему большого белого слона. Стоимость прокорма животного быстро разоряла придворного, а избавиться от царского подарка было невозможно. С тех пор большое, внушительное, но бесполезное приобретение называют «белым слоном»
- Беленькая — денежный знак в 50 рублей второй половины XIX—XX веков, была серовато-белой
- Беленькая — водка
- Белец — в церковной среде так называли мирского человека
- «Показать белое перо» — проявить трусость. Выражение пришло из петушиных боев. Было замечено, что петухи с красной и чёрной окраской вырывают перья из хвостов более трусливых белых петухов
- Традиционно на территории южных республик Советского Союза в белый цвет окрашиваются автомобили, выполняющие официально-представительские функции[12][13][14]
- В инкской узелковой письменности кипу белый цвет обозначал — серебро; мир[15]. Этот цвет в кипу встречается наравне с каштановым чаще всего
- В буддийской мандале белый цвет соответствует центру
- Доводить до белого каления — лишить кого-либо самообладания, сильно разозлить, рассердить. Выражение вышло из речи кузнецов: при нагревании перед ковкой металл, в зависимости от температуры, сначала становится красным, потом жёлтым, а при очень сильном нагревании — белым
- Белый волк — царь над волками; леший, принимающий вид волка; лесной царь, «хозяин зверей»

### В политике
В социально-политических конфликтах и гражданских войнах XX века термин «белые» означал правые антикоммунистические силы и противопоставлялся «красным» — коммунистам и социалистам:
- Белое движение — антибольшевистские силы гражданской войны в России
- Белофинны — антисоветские силы гражданской войны в Финляндии
- Белочехи — участники восстания Чехословацкого корпуса
- Белополяки — польская сторона советско-польской войны
- Белые — хортисты и сегедцы, противники Венгерской советской республики
- Белые — члены фрайкоров в Германии после Ноябрьской революции
- Белые — франкисты гражданской войны в Испании
- Белая рука — ультраправая военизированная организация гражданской войны в Гватемале
- Союз белых воинов — эскадрон смерти в преддверии гражданской войны в Сальвадоре
- Белый террор — репрессии против левых

### Ввексиллологии
- Белый цвет на государственном флаге Мозамбика символизирует мир

## Белый цвет в искусстве и литературе

### В православии
Белый — цвет святости и отрешённости от мирского, устремленности к духовной простоте и возвышенности. Это символ чистоты, непорочности, причастности Божественному миру. По семантике к этому цвету наиболее близок золотой. Белым пишутся одежды Христа на некоторых иконах, например, «Преображение». В белое облачены праведники в композиции «Страшный суд». В белых «сорочицах» предстают на иконах дети. Восседающий на белом коне Георгий Победоносец поражает копьём чудовищного змия, что является символом Божественного света, поражающего тёмную силу. Белый в православной культуре — цвет пророков, святителей, ветхозаветных священников и ангелов. В дни особого поминовения усопших священники облекаются в белую одежду, как и само погребение испокон веков совершали священники в белом. Белый в данном случае — напоминание нам, что смерти нет, что человечество будет преображено в будущем веке. Великие господские праздники Рождества Христова, Крещения, Вознесения, Преображения, Обрезания Господня, а также все таинства и заупокойные службы совершаются в белом священническом облачении.

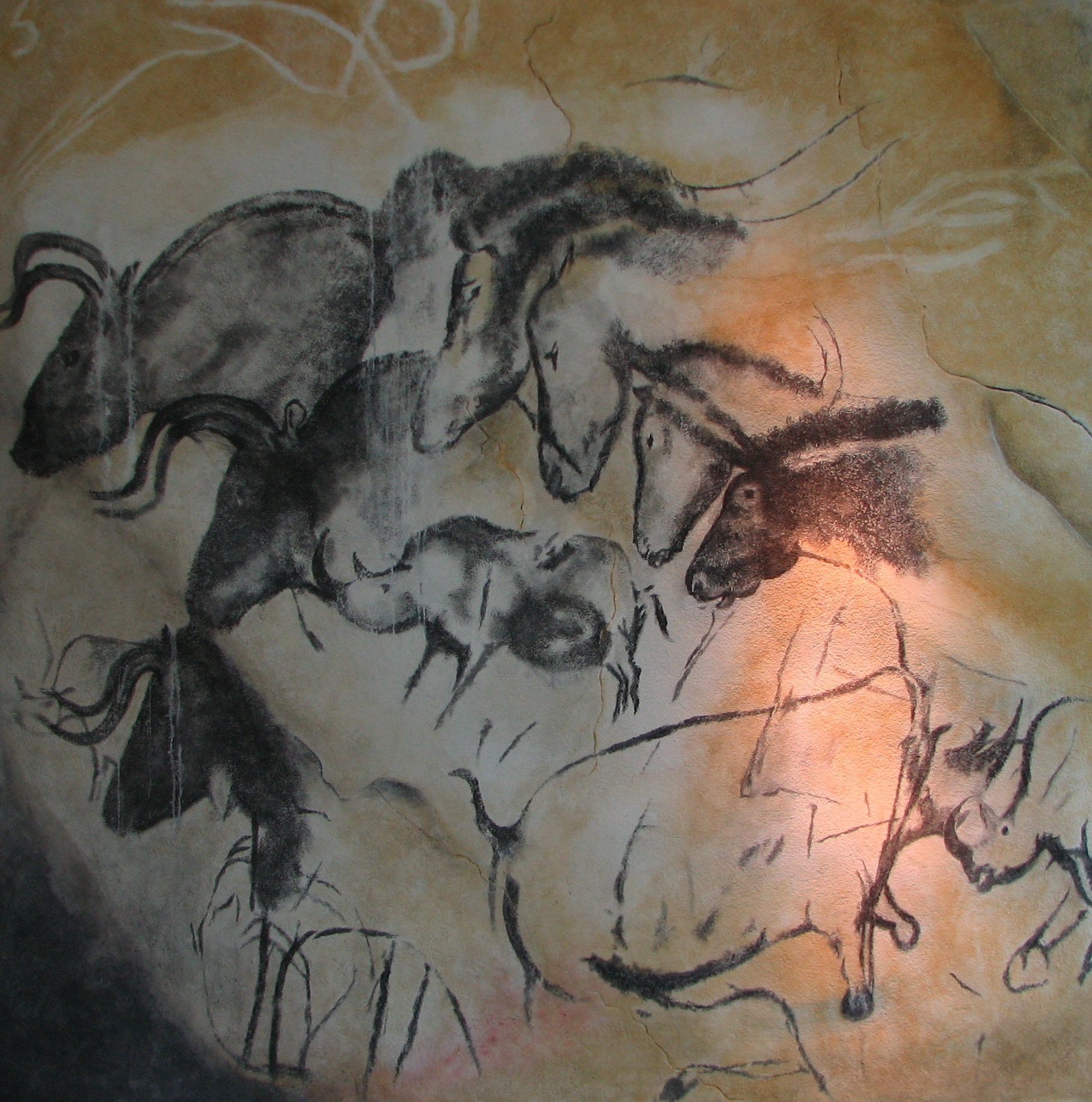
Наскальные рисунки в пещере Шове, Франция (30-32 тыс. лет до н. э.)

### В литературе
- Белый стих — стих, не имеющий рифмы, но, в отличие от свободного стиха, обладающий определённым размером: белый ямб, белый анапест, белый дольник«Белая болезнь» — пьеса Карела Чапека
- Белая гвардия — произведение М. Булгакова

### В кино
- «Белое солнце пустыни» — советский фильм-истерн
- «Три цвета: Белый» — фильм Кшиштофа Кесьлёвского

### В музыке
- «Белый альбом» — альбом группы The Beatles

### В живописи
Палеолитические художники использовали кальцит или мел, иногда в качестве фона, иногда в качестве основного момента, наряду с углем и красно-жёлтой охрой в своих ярких наскальных рисунках.
- «Белое безмолвие» — картина Сальвадора Дали